# SLC38A1
SLC38A1 (англ. Solute carrier family 38 member 1) – білок, який кодується однойменним геном, розташованим у людей на короткому плечі 12-ї хромосоми. Довжина поліпептидного ланцюга білка становить 487 амінокислот, а молекулярна маса — 54 048.
| 10         |  | 20         |  | 30         |  | 40         |  | 50         |
| ---------- |  | ---------- |  | ---------- |  | ---------- |  | ---------- |
| MMHFKSGLEL |  | TELQNMTVPE |  | DDNISNDSND |  | FTEVENGQIN |  | SKFISDRESR |
| RSLTNSHLEK |  | KKCDEYIPGT |  | TSLGMSVFNL |  | SNAIMGSGIL |  | GLAFALANTG |
| ILLFLVLLTS |  | VTLLSIYSIN |  | LLLICSKETG |  | CMVYEKLGEQ |  | VFGTTGKFVI |
| FGATSLQNTG |  | AMLSYLFIVK |  | NELPSAIKFL |  | MGKEETFSAW |  | YVDGRVLVVI |
| VTFGIILPLC |  | LLKNLGYLGY |  | TSGFSLSCMV |  | FFLIVVIYKK |  | FQIPCIVPEL |
| NSTISANSTN |  | ADTCTPKYVT |  | FNSKTVYALP |  | TIAFAFVCHP |  | SVLPIYSELK |
| DRSQKKMQMV |  | SNISFFAMFV |  | MYFLTAIFGY |  | LTFYDNVQSD |  | LLHKYQSKDD |
| ILILTVRLAV |  | IVAVILTVPV |  | LFFTVRSSLF |  | ELAKKTKFNL |  | CRHTVVTCIL |
| LVVINLLVIF |  | IPSMKDIFGV |  | VGVTSANMLI |  | FILPSSLYLK |  | ITDQDGDKGT |
| QRIWAALFLG |  | LGVLFSLVSI |  | PLVIYDWACS |  | SSSDEGH    |  |            |

A: Аланін

C: Цистеїн

D: Аспарагінова кислота

E: Глутамінова кислота

F: Фенілаланін

G: Гліцин

H: Гістидин

I: Ізолейцин

K: Лізин

L: Лейцин

M: Метіонін

N: Аспарагін

P: Пролін

Q: Глутамін

R: Аргінін

S: Серин

T: Треонін

V: Валін

W: Триптофан

Кодований геном білок за функцією належить до фосфопротеїнів. 
Задіяний у таких біологічних процесах, як транспорт іонів, транспорт, транспорт натрію, транспорт амінокислот, симпортний транспорт. 
Білок має сайт для зв'язування з іоном натрію. 
Локалізований у клітинній мембрані, мембрані.